# ديفيد باري
ديفيد باري (بالإنجليزية: David Barry)‏ هو عالم وظائف الأعضاء وطبيب أيرلندي، ولد في 12 مارس 1780 في مقاطعة روسكومون في جمهورية أيرلندا، وتوفي في 4 نوفمبر 1835.